# 贾森·莱扎克

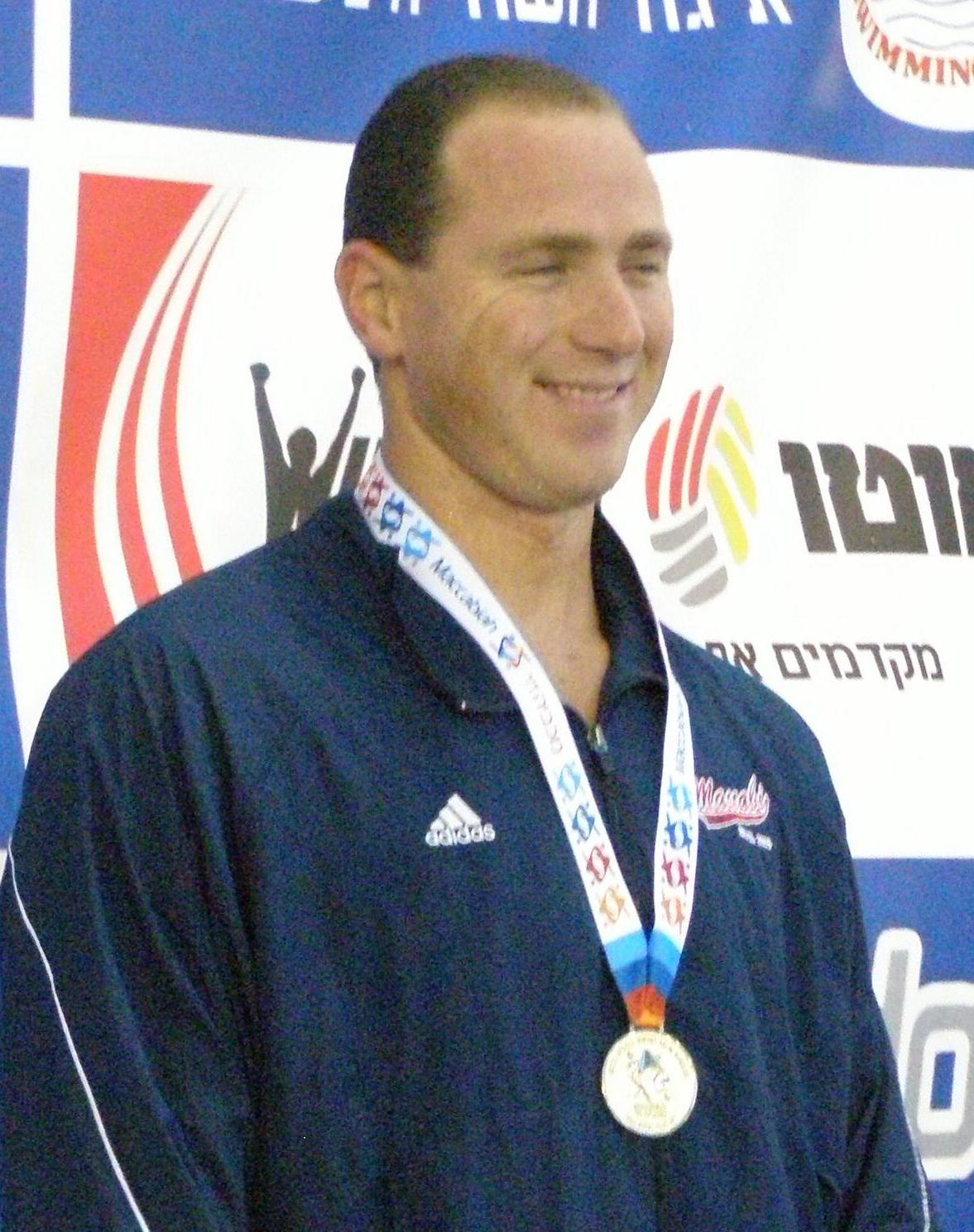
贾森·莱扎克

贾森·莱扎克（英語：Jason Lezak，1975年11月12日—），美国游泳运动员。擅长短距离自由泳。曾代表美国参加2000年、2004年、2008年和2012年四届奥运，共获得4枚金牌、2枚银牌和2枚铜牌。